# Voskresenka, Prîazovske
Voskresenka (în ucraineană Воскресенка) este localitatea de reședință a comunei Voskresenka din raionul Prîazovske, regiunea Zaporijjea, Ucraina.

## Demografie
Componența lingvistică a localității Voskresenka
     Ucraineană (91,48%)
     Rusă (6,82%)
     Alte limbi (0,79%)
Conform recensământului din 2001, majoritatea populației localității Voskresenka era vorbitoare de ucraineană (91,48%), existând în minoritate și vorbitori de rusă (6,82%).